# Commanderie de Robécourt
La commanderie de Robécourt est une commanderie hospitalière de l'ordre de Saint-Jean de Jérusalem.

## Histoire
On ne sait que peu de choses sur cette commanderie pour les XIIe et XIIIe siècles. On pense qu'elle fut fondée avant 1180, mais on ne sait par qui. En 1206, un prêtre de Savigny, appelé Pierre, vendit aux Hospitaliers de Saint-Jean de Jérusalem une maison située entre l'hôpital et la maison des religieuses de Sainte-Marie de Vaux pour 10 £. Grâce à cette acquisition, la commanderie put se développer.
Il y avait deux établissements de l'ordre : la commanderie, en bordure du village, et l'hôpital (un hospice), près de l'église. En 1220, René d'Aigremont donna aux Hospitaliers le bois des Fourches. En 1283, le duc Ferri III leur donna des revenus sur les Salines de Rosières. La commanderie de Robécourt possédait une maison avec une chapelle à Épinal, dans le quartier Saint-Michel.
Lorsque fut créé, en 1317, le grand prieuré de Champagne de l'ordre de Saint-Jean de Jérusalem, la commanderie de Robécourt fut associée à plusieurs commanderies (Saint-Georges de Lunéville, Libdeau et Laucourt, Xugney, le Vieil-Aître de Nancy, Vircourt et Norroy-sur-Vair) pour former la « commanderie de Lorraine » qui fut « chambre prieurale » de Champagne, c'est-à-dire réservée au prieur de Champagne (résidant à Voulaines-les-Templiers, dans la Côte-d'Or) qui en touchait les revenus et y déléguait ses pouvoirs à des commandeurs.
La « commanderie de Lorraine » fut démembrée en 1511, Robécourt retrouva alors son indépendance et devint l'une des plus riches de Lorraine. Le terrier de 1769 (un grand nombre de documents peuvent être lus en ligne) établi à la demande du commandeur, le bailli Pierre d'Alsace-Hennin-Liétard énumère en plus de 2 000 pages manuscrites toutes les possessions et droits de la commanderie.

### Liste des commandeurs
- 1400 : Pierre de Bauffremont
- 1453-1468 : Pierre de Bosredon
- vers 1550 : Jean de Choiseul du Plessis-Praslin
- 1597 : René d'Anglure
- 1630-1638 : Antoine IV de Stainville
- 1649 : Scipion d'Anglure de Bourlémont
- 1676 : Charles de Choiseul d'Esquilly
- 1704-1743 : Benoit de Bouhier (mort à Neufchâteau, le 21 janvier 1752)[2]
- 1752-1787 : Pierre d'Alsace de Hénin-Liétard[3] (1705-1770), prieur d'Aquitaine, bailli de la Morée.

## Constitution de la commanderie
La commanderie de Robécourt aurait été constituée de trois immeubles à Robécourt même :
- Une maison-forte, proche du petit étang, qui fut détruite à la fin du XVe siècle par ordonnance du duc René II ;
- Un hôpital situé près de l'église, qui fut échangé, on ne sait avec qui, contre un bois probablement au XVIIe siècle ;
- Au-dessus de la rue Porot, un vaste immeuble construit autour d'une cour et entouré de murailles avec plusieurs tours.

En fait, d'après les recherches effectuées par Jean-François Michel, historien de l'Ouest vosgien, cette demeure n'aurait rien à voir avec la commanderie des frères hospitaliers : il s'agirait d'une maison seigneuriale propriété de Jean Du Bois, possesseur du fief de l'Espine à Robécourt.

## Hypothèse templière
Selon certains auteurs,, les Templiers n'eurent jamais aucune possession à Robécourt, bien qu'il existe dans le village une rue des Templiers qui portait déjà ce nom au XVIIIe siècle et que la base Mérimée en fasse pourtant état,,.